# Tumba de Amintas
La Tumba de Amintas, también conocida como Tumba de Fethiye, es una antigua tumba licia excavada en la roca en la antigua Telmeso, en Licia, que era por aquel entonces una satrapía del Imperio aqueménida. Se encuentra en la ciudad de Fethiye en la provincia de Muğla, ubicada en la región del Egeo de Turquía.

## Historia
La Fethiye moderna se encuentra en la ubicación de la antigua ciudad licia, luego griega y romana, de Telmeso, con la Tumba de Amintas ubicada en el lado sur de la ciudad, en la base de la montaña. La impresionante tumba fue construida en el  350  a. C. y recibió su nombre de la inscripción escrita en griego en un costado que dice Amyntou tou Ermagiou, que significa «De Amintas, hijo de Hermagio». 
La tumba fue construida por los licios, el pueblo que vivía en esta satrapía del Imperio persa en aquella época. Los licios eran una confederación muy unida de ciudades-estado independientes, que incluía a Telmeso.
No hay que confundir el nombre de este Amintas con el del rey macedonio Amintas I de Macedonia, sátrapa de Skudra y antepasado de Alejandro Magno. El Amintas que se menciona en esta tumba podría ser descendiente del general medo Harpagos, que aupó al trono a Ciro el Grande y que fue nombrado sátrapa de Licia por sus servicios a Ciro, el primero de la dinastía harpágida.

## Características
En comparación con muchas otras tumbas excavadas en las laderas de las montañas de la zona, el interior de la Tumba de Amintas es muy espacioso. 

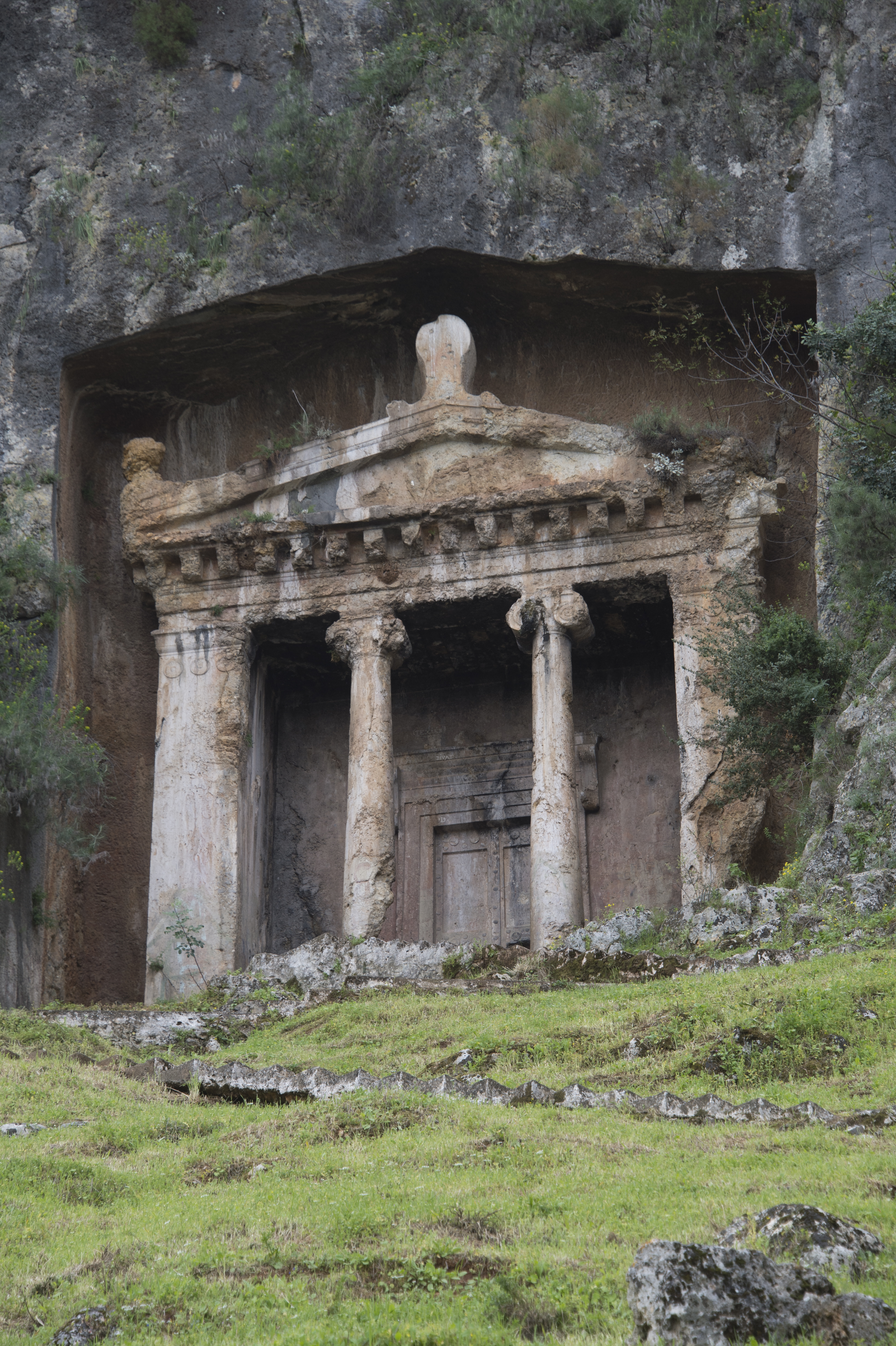
Tumba de Amintas en Fethiye
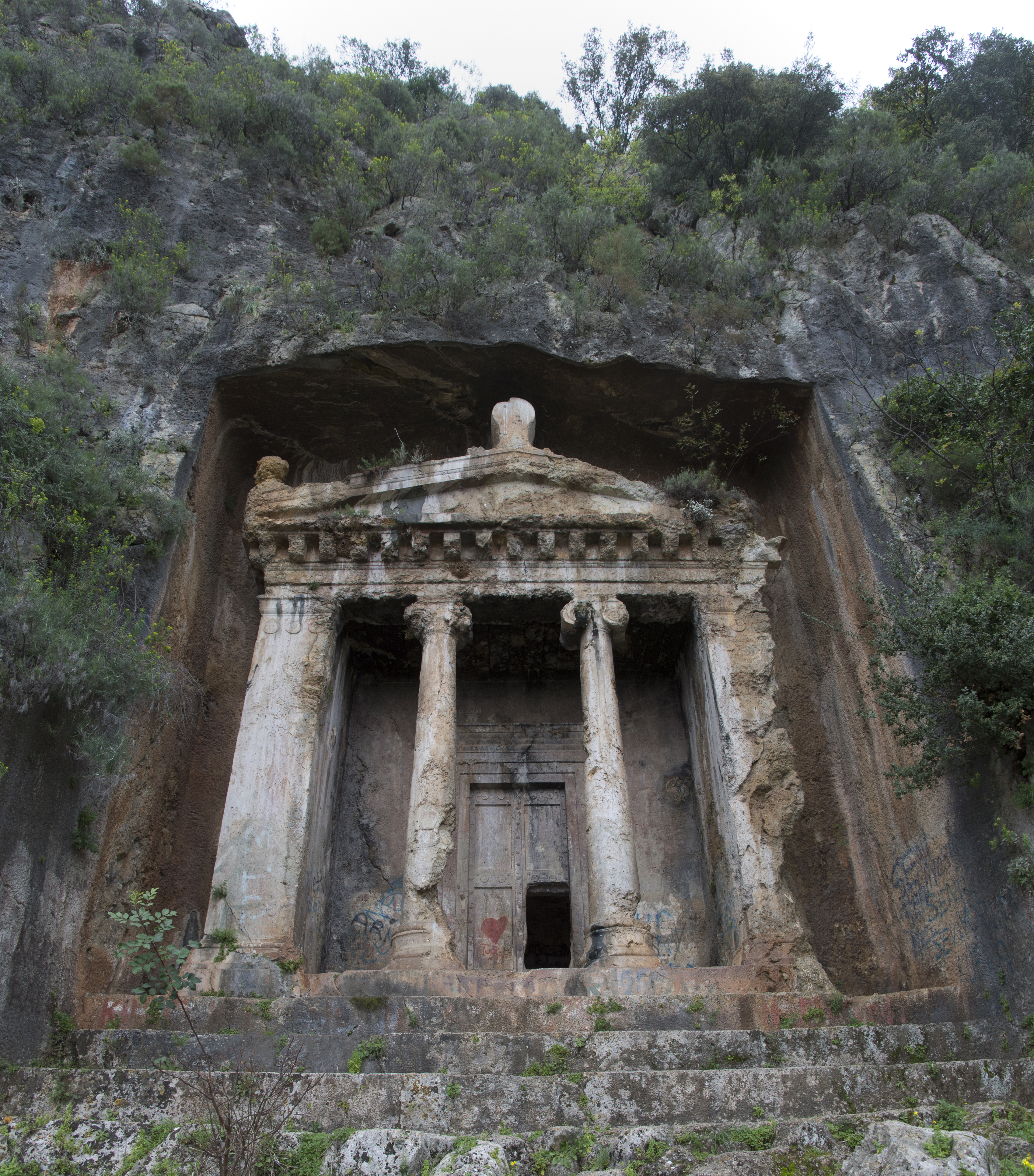
Tumba de Amintas en Fethiye
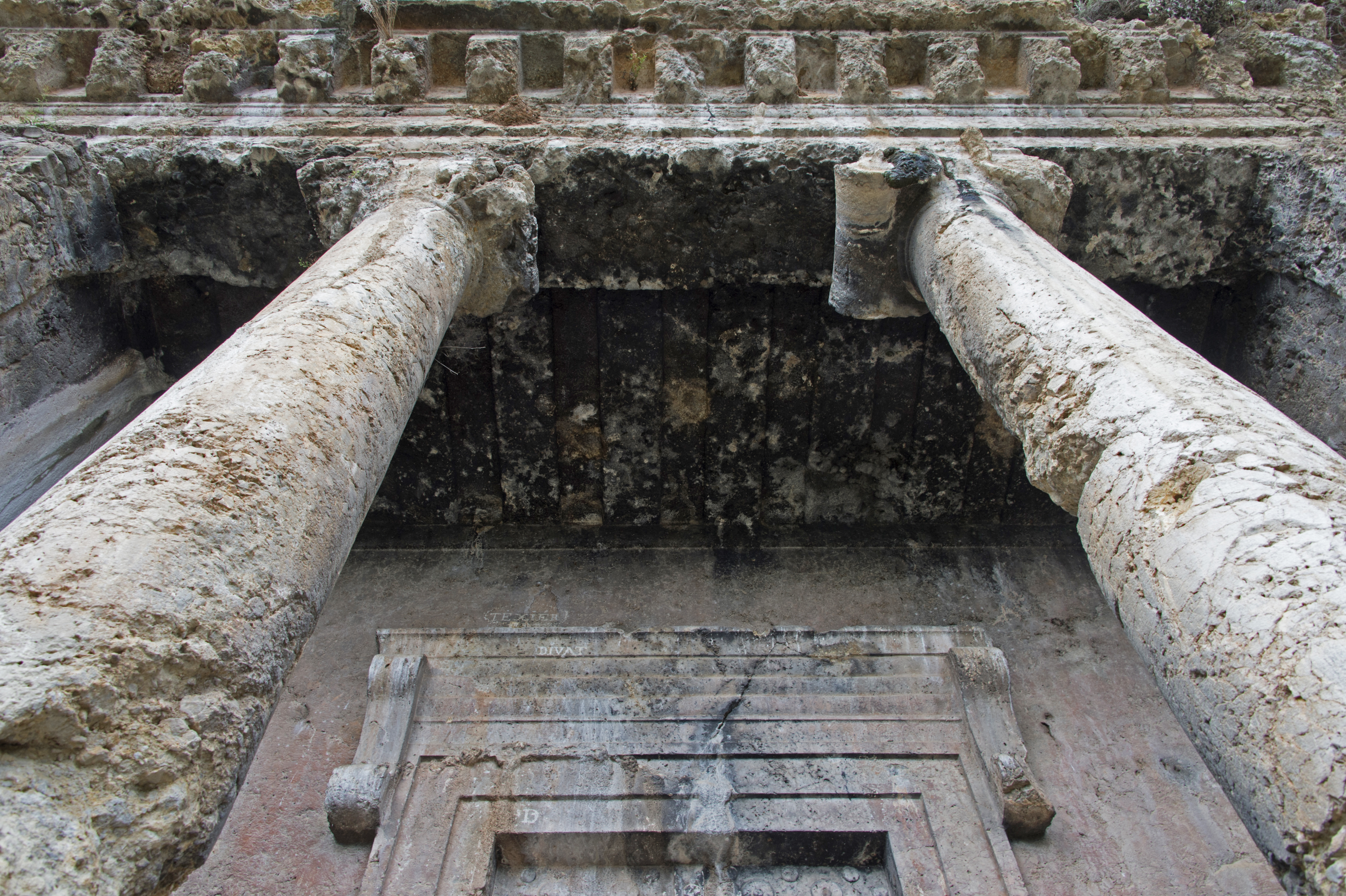
Tumba de Amintas en Fethiye (entablamento visto desde abajo)
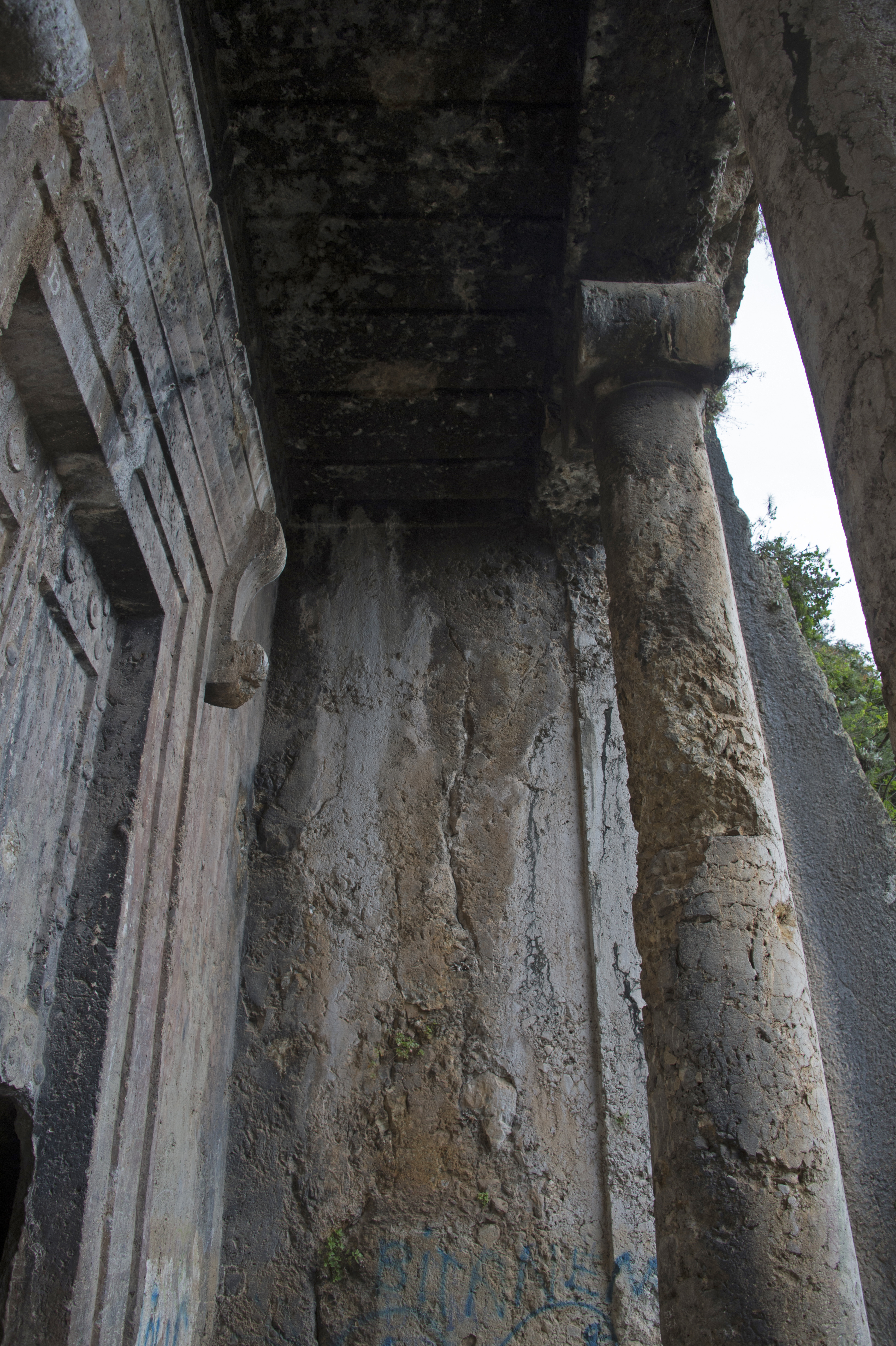
Tumba de Amintas en Fethiye (lateral de la entrada)
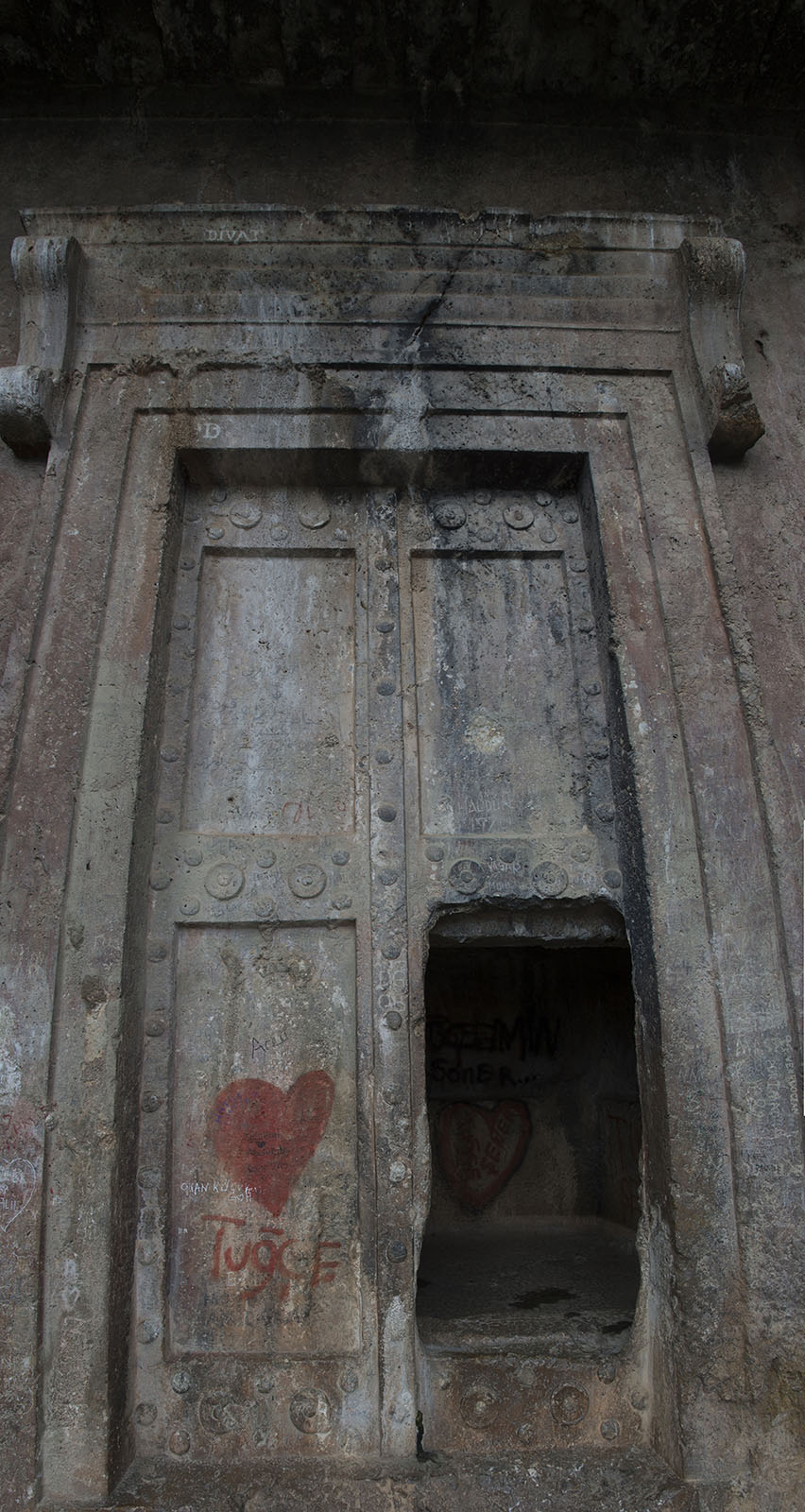
Tumba de Amintas en Fethiye (puerta de entrada)
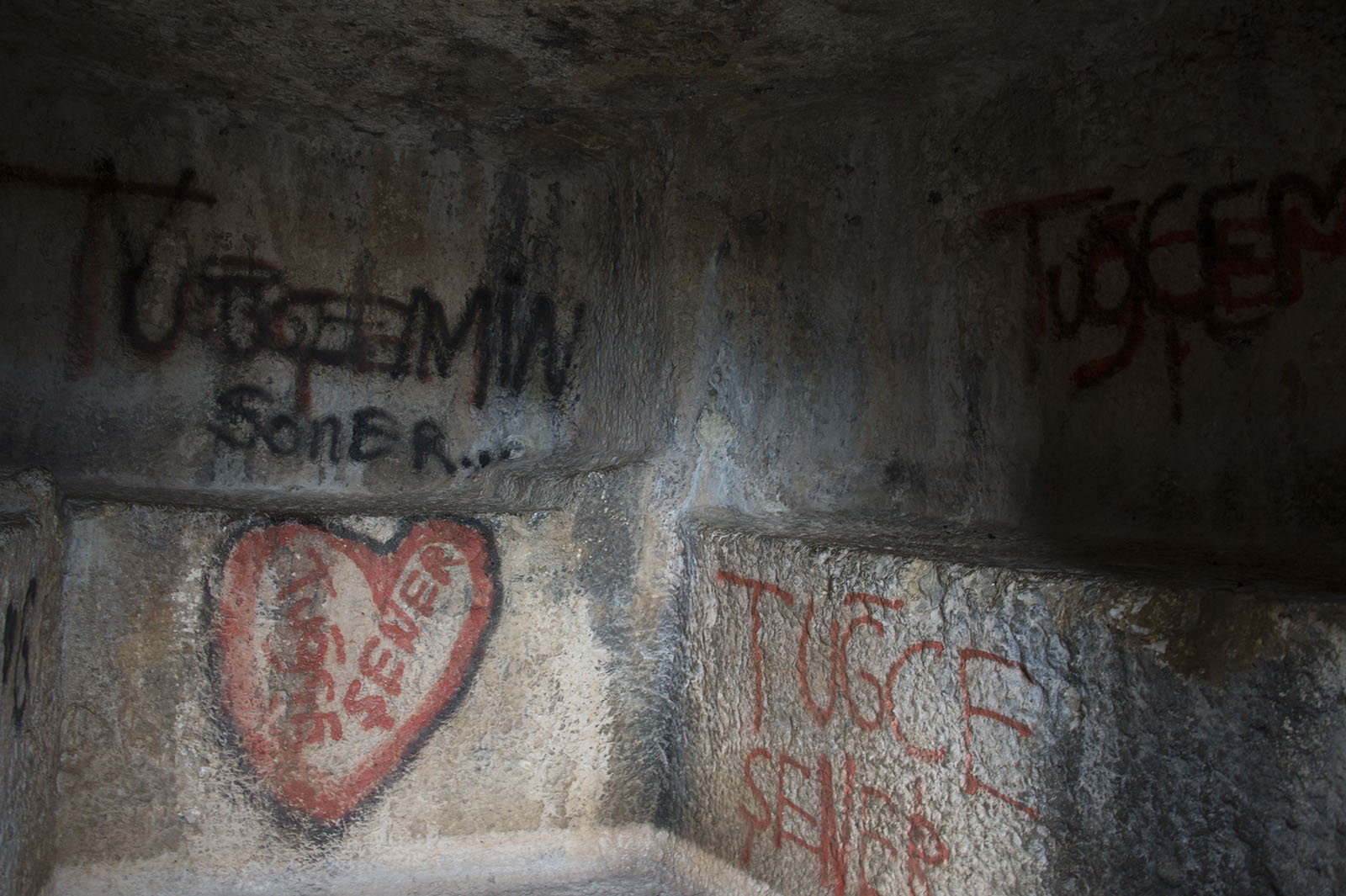
Tumba de Amintas en Fethiye (interior)